# Retz (Austria)

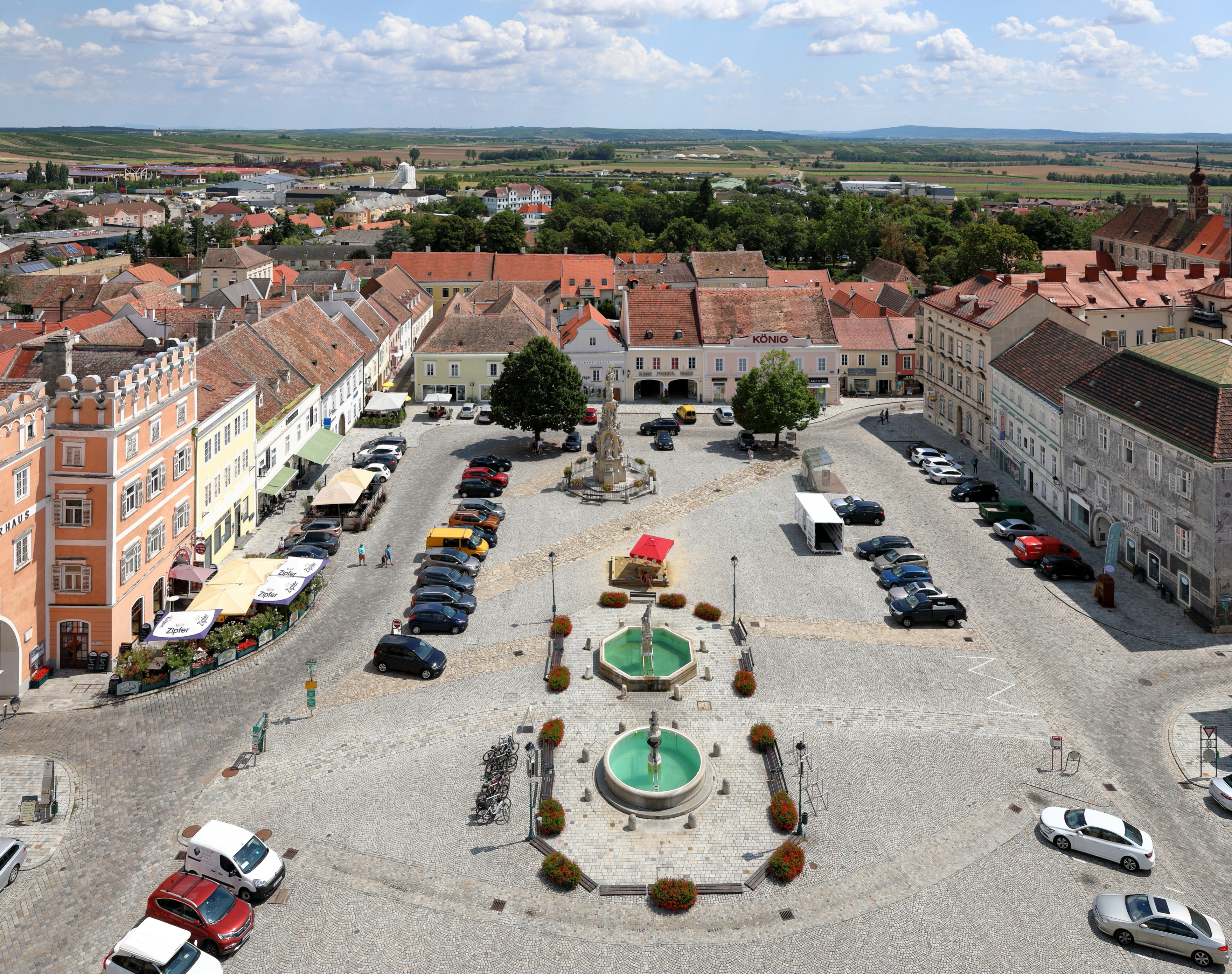
Hauptplatz

Retz es una localidad del distrito de Hollabrunn, en el Estado de Baja Austria, Austria. Tiene una población estimada, a principios del año 2021, de 4240 habitantes. 
Está ubicada en la zona centro-norte del Estado, cerca de la frontera con República Checa y al noroeste de Viena.